# قلعه حیوانات

پرچم سم و شاخ سفید قلعه حیوانات که به پرچم داس و چکش شوروی اشاره دارد

مزرعه حیوانات (به انگلیسی: Animal Farm) که در ایران به نام قلعه حیوانات نیز شناخته شده‌است، رمانی به سبک ادبیات تمثیلی پادآرمان‌شهری به زبان انگلیسی و نوشتهٔ جورج اورول است. این رمان در طول جنگ جهانی دوم نوشته و در سال ۱۹۴۵ میلادی در انگلستان منتشر شد. ولی در اواخر دههٔ ۱۹۵۰ میلادی به شهرت رسید. این کتاب در نقد حکومتهای سرکوبگر آن دوران یعنی شوروی و آلمان نوشته شد. مزرعهٔ حیوانات دربارهٔ گروهی از جانوران اهلی است که در اقدامی آرمان‌گرایانه و انقلابی، صاحب مزرعه یعنی آقای جونز را از مزرعه‌اش فراری می‌دهند تا خود ادارهٔ مزرعه را به‌دست گرفته و «برابری» و «رفاه» را در جامعهٔ خود برقرار سازند. رهبری این جنبش را گروهی از خوک‌ها به‌دست دارند. ولی پس از مدتی این گروه جدید نیز به رهبری خوکی به نام ناپلئون همچون آقای جونز به بهره‌کشی از حیوانات مزرعه می‌پردازند و هرگونه مخالفتی را سرکوب می‌کنند.
اورول به‌عنوان یک سوسیال-دموکرات در جریان جنگ داخلی اسپانیا با سیاست‌های دولت سوسیالیستی شوروی آشنا شده بود و از پاکسازی‌های خشونت‌آمیز دوران ژوزف استالین -که با نام پاکسازی بزرگ شناخته می‌شود- خشمگین بود. وی با نگارش این رُمان از استبداد طبقهٔ حاکم شوروی به سختی انتقاد کرد و معتقد بود نظام شوروی به یک دیکتاتوری بدل گشته و بر پایهٔ کیش شخصیت بنا شده‌است.
در این رمان، انقلاب حیوانات مزرعه، نماد انقلاب کارگری و سرنوشت آن بر ضدّ نظام سرمایه‌داری است.
اورول در متن این کتاب، بارها از عنوان رفیق که بسیاری از گروه‌های چپ‌گرا برای یاد کردن از هم‌فکران سیاسی خود استفاده می‌کنند، بهره برده که اشاره مستقیمی به نوع حکومت برخاسته از گرایش به جناح چپ دارد.
با اینکه اورول این کتاب را اختصاصاً بر مبنای انقلاب روسیه نگاشته، مزرعه حیوانات به تمام انقلاب‌های سراسر تاریخ اشاره دارد.

## خلاصه داستان
داستان با توصیف شبی شروع می‌شود که خوکی به نام میجِر پیر (به انگلیسی: Old Major) حیوانات را جمع کرده و از ظلمی که انسان بر حیوانات روا داشته برای آنان سخن می‌گوید و حیوانات را به شورش علیه انسان دعوت می‌کند. وی سپس یک سرود قدیمی به نام جانوران انگلستان را به آنان یاد می‌دهد که بعداً به سرودی انقلابی در بین حیوانات مزرعه تبدیل می‌شود. پس از چندی حیوانات در پی شورشی مالک مزرعه به نام آقای جونز را از مزرعه بیرون کرده و خود اداره آن را به دست می‌گیرند. پس از این انقلاب حیوانی، خوک‌ها (که از هوش بالاتری نسبت به سایر حیوانات برخوردارند) نقش رهبری حیوانات مزرعه را به دست می‌گیرند. اما پس از چندی در بین خود حیوانات یک سری توطئه و کودتا انجام می‌گیرد؛ ناپلئون که یکی از دو خوک پرنفوذ مزرعه است با استفاده از سگ‌های درنده‌ای که مخفیانه تربیت کرده بود، اِسنوبال، دیگر خوک پرنفوذ مزرعه، را فراری داده و خود به رهبر بلامنازع مزرعه تبدیل می‌شود. پس از آن اِسنوبال عامل جونز معرفی شده و تمام اتفاقات بد و خرابکاری‌هایی که در مزرعه صورت می‌گیرد به وی یا عوامل او در داخل مزرعه نسبت داده می‌شود و به فرمان ناپلئون عده زیادی از حیوانات به جرم همکاری با اِسنوبال توسط سگ‌ها اعدام می‌شوند. در ادامه داستان، خوک‌ها به‌تدریج تمامی قوانین حیوانات را زیر پا می‌گذارند. قانون اساسی حیوانات معروف به «هفت فرمان» به تدریج محو و تحریف می‌شود، خواندن سرود جانوران انگلستان قدغن می‌گردد، حیوانات با غذای روزانه کم مجبور به کار زیاد می‌شوند، در حالی که خوک‌ها فقط فرمانروایی می‌کنند و غذای زیادی می‌خورند و از تمام امکانات رفاهی استفاده می‌کنند و حتی یاد می‌گیرند که چطور روی دوپا راه بروند و با انسان‌ها معامله کنند.
از جمله برنامه‌های ناپلئون، ساخت «آسیاب بادی» است که قرار است برای بهبود کیفیت زندگی حیوانات ساخته شود. نقشه اولیه این آسیاب توسط اِسنوبال طرح‌ریزی شده بوده و در ابتدا ناپلئون به مخالفت با آن برمی‌خیزد ولی بعدتر با بیرون راندن اِسنوبال، ایده ساخت آن را دوباره پی می‌گیرد اما به دلیل بی‌کفایتی ناپلئون، ساخت آن به شکل مطلوبی پیش نمی‌رود. در پایان، ساخته شدن این آسیاب، که با فداکاری‌ها و زجر و تحمل فراوان حیوانات مزرعه امکان‌پذیر می‌شود، نه تنها به بهبود وضعیت زندگی حیوانات منجر نمی‌شود، که خود به اسبابی برای بهره‌کشی بیشتر از حیوانات بدل می‌گردد.

## قوانین مزرعه حیوانات
پس از پیروزی انقلاب حیوانات، یک قانون اساسی معروف به «هفت فرمان» بر روی دیوار مزرعه نوشته می‌شود که شامل بندهای زیر است:
- همه آن‌ها که روی دوپا راه می‌روند دشمن هستند.
- همه آن‌ها که چهارپا یا بالدار هستند، دوستند.
- هیچ حیوانی حق پوشیدن لباس را ندارد.
- هیچ حیوانی حق خوابیدن در تخت را ندارد.
- هیچ حیوانی حق نوشیدن الکل را ندارد.
- هیچ حیوانی حق کشتن حیوان دیگری را ندارد.
- همه حیوانات با هم برابرند.

در طول داستان، مشخص می‌شود که همه «هفت فرمان»، به مرور زمان با تحریف و تغییر مواجه می‌شود و در اواخر داستان تمام شش فرمان اول از روی دیوار پاک شده و جمله هفتم نیز به صورت زیر تحریف می‌شود:
- «همه حیوانات باهم برابرند، اما بعضی برابرترند».[۹]

## برخی از نمادها
- میجِر پیر: خوک پیری به نام میجِر پیر که نماد نظریه‌پردازان جنبش کمونیستی از قبیل مارکس، انگلس و لنین است. در داستان، او برای حیوانات مزرعه سخنرانی می‌کند و آن‌ها را علیه انسان‌ها متحد می‌سازد و پس از مرگش، جمجمه او برای احترام در معرض دید عموم حیوانات قرار داده می‌شود که نمادی از بدن مومیایی شده لنین است که در آرامگاه لنین قرار داده شد.[۱۰][۱۱]
- ناپلئون: رهبران فاسد و مستبد انقلاب‌های کمونیستی؛ نماد استالین.
- اِسنوبال: رهبران انقلابی که قربانی انقلاب می‌شوند؛ نماد لئون تروتسکی.
- باکسِر: اسبی به نام باکسِر مظهر طبقهٔ کارگر است که در برابر تمام مشکلات اظهار می‌دارد «من بیشتر کار خواهم کرد». پس از آن‌که باکسر توان کار کردن خود را از دست می‌دهد، خوک‌ها، به جای عمل به وعده‌های قبلی در خصوص دوران بازنشستگی، باکسر را به یک خریدار اسب‌های پیر می‌فروشند که کارش فروش گوشت اسب به‌عنوان خوراک سگ است.
- بنجامین: الاغ پیر قلعه بعد از انقلاب کوچکترین تغییری نکرده بود. کارش را با همان سر سختی و کُندی دوران جونز انجام می‌داد؛ نه از زیر بار کار شانه خالی می‌کرد و نه کاری داوطلبانه انجام می‌داد. هیچ‌گاه دربارهٔ انقلاب و نتایج آن اظهار نظر نمی‌کرد و وقتی از او می‌پرسیدند: مگر خوشحال‌تر از زمان جونز نیست، فقط می‌گفت: خرها عمر دراز دارند. هیچ‌کدام شما تا حال خر مرده ندیده‌اید. دیگران ناچار خود را به همین جواب معماآمیز قانع می‌ساختند. او متوجه اتفاقات اطرافش بود ولی هیچ عملی انجام نمی‌داد و فقط وقتی متوجه شد باکسر را به جای فرستادن به محلی برای طی دوران بازنشستگی برای کشته شدن فروخته‌اند، برای اولین بار از خودش عکس العملی نشان داد.
- جونز: مالک مزرعه تا پیش از انقلاب بود که به دلیل بی‌مبالاتی او حیوانات به تنگ آمدند و سر به شورش گزاردند. نماد نیکلای دوم واپسین امپراتور روسیه
- گوسفندان: انبوه جمعیت دنباله‌رو که بدون هیچ اندیشه ای شعارهای رهبران را تکرار می‌کنند. نماد مردم شوروی که دنباله رو رهبران حزب بودند.
- موزِز (کلاغ سیاه پیر): موزز به جاسوسی و سخن‌چینی می‌پرداخت و از سرزمین شیر و عسل در پشت ابرها صحبت می‌کرد که حیوانات پس از مرگ به آن‌جا می‌روند سرزمین شیر و عسل نماد از بهشت است. موزز نماد کلیسای ارتدکس است که در زمان استالین دوباره اجازهٔ فعالیت یافت و با دادن وعدهٔ زندگی شیرین در دنیای واپسین، باعث می‌گردد که حیوانات عادی رنج و مشقت زندگی کنونی‌شان را بپذیرند.
- عقب‌نشینی حیوانات به داخل مزرعه: نماد عقب‌نشینی نیروهای شوروی به پشت دروازه‌های مسکو و نهایتاً بیرون راندنِ انسان از مزرعه که نمادِ دفع حملات آلمان‌ها و پیشروی تا برلین است.

## ترجمه‌ها در ایران
مزرعه حیوانات با فاصلهٔ کمی پس از انتشار، به فارسی ترجمه شد. پس از ترجمهٔ اولیه، مترجمان دیگری ازجمله انوشیروان دولتشاهی، امیر امیرشاهی، همایون نوراحمر، کاوه میرعباسی، احمد کسایی‌پور، حمیدرضا بلوچ، شهرزاد لولاچی، صالح حسینی به همراه معصومه نبی‌زاده، عباس زارعی و ... نیز اقدام به ترجمهٔ این کتاب کردند و این کتاب توسط ناشرین و مترجمین مختلف در ایران چاپ شد و به فروش زیادی دست یافت. یکی از اوّلین این ترجمه‌ها، ترجمهٔ امیر امیرشاهی از سوی سازمان کتاب‌های جیبی، مؤسسهٔ انتشارات فرانکلین، در سال ۱۳۴۸ بود که با نام ق‍ل‍ع‍ه ح‍ی‍وان‍ات منتشر شد.

## در فرهنگِ عامه
معروف‌ترین جملهٔ این کتاب «همهٔ حیوانات باهم برابرند، امّا برخی برابرترند» است که در زبان انگلیسی به‌صورت یک ضرب‌المثل و جمله‌ای کنایه‌آمیز درآمده‌است.

## در سینما و تئاتر
قلعهٔ حیوانات تاکنون دو بار به صورت فیلم درآمده است. نسخهٔ ۱۹۵۴ یک پویانمایی (انیمیشن) بود؛ امّا نسخهٔ ۱۹۹۹ با لب تکانی بر تصاویر فیلمبرداری شدهٔ حیوانات واقعی ساخته شده‌بود. هر دو نسخه تفاوت‌هایی با کتاب دارند. در نسخهٔ ۱۹۵۴، شورش دوم حیوانات منجر به سقوط ناپلئون می‌شود و در نسخهٔ ۱۹۹۹ حکومت ناپلئون دچار فروپاشی می‌شود. نسخهٔ دیگری که قرار بود در سال ۲۰۱۲ توسط اندی سرکیس ساخته شود، در سال ۲۰۱۴ و به صورت سه بعدی در دست ساخت است. نمایشنامه‌ای هم بر اساس کتاب در سال‌های ۱۹۸۴ و ۱۹۸۵ در تئاتر ملّی لندن و چندین تئاتر دیگر اجرا شده‌است.
نمایش عروسکی این داستان هم توسط شبکه ماهواره‌ای فارسی‌زبان من و تو در سال ۱۳۹۸ ساخته و پخش شد.